# Wanilia
Wanilia (Vanilla Mill.) – rodzaj roślin jednoliściennych z rodziny storczykowatych (Orchidaceae), liczący 109 gatunków występujących w strefie tropikalnej. Owoce wanilii płaskolistnej są źródłem przyprawy zwanej laskami wanilii.

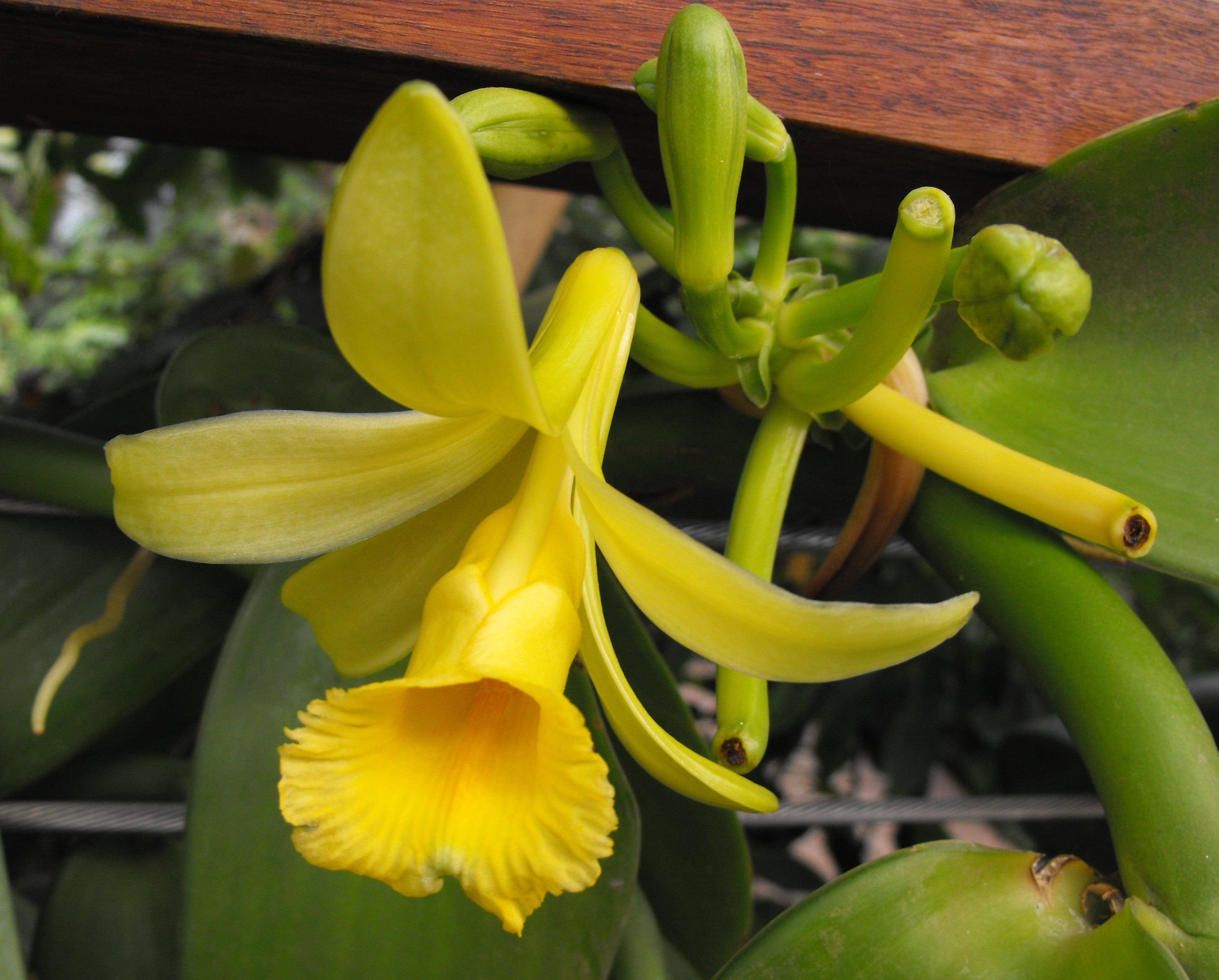
Vanilla pompona

## Morfologia
Rośliny o pędach monopodialnych, pnące. Liście rozmieszczone skrętolegle i luźno na łodydze. Kwiatostany i korzenie przybyszowe wyrastają z kątów liści.

## Systematyka
Pozycja systematyczna według Angiosperm Phylogeny Website (aktualizowany system APG III z 2009)
Jeden z 10 rodzajów plemienia Vanilleae w podrodzinie waniliowych (Vanilloideae), stanowiącej jedną ze starszych linii rozwojowych wśród storczykowatych (Orchidaceae). Storczykowate są z kolei kladem bazalnym w rzędzie szparagowców (Asparagales) w obrębie jednoliściennych.
Pozycja w systemie Reveala (1994–1999)
Gromada okrytonasienne (Magnoliophyta Cronquist), podgromada Magnoliophytina Frohne & U. Jensen ex Reveal, klasa jednoliścienne (Liliopsida Brongn.), podklasa liliowe (Liliidae J.H. Schaffn.), nadrząd Lilianae Takht., rząd storczykowce (Orchidales Raf), podrząd Orchidineae Rchb., rodzina storczykowate (Orchidaceae Juss.), podplemię Vanillinae (Lindl.) Meisn., rodzaj wanilia (Vanilla Mill.).
Wykaz gatunków
- Vanilla abundiflora J.J.Sm.
- Vanilla acuminata Rolfe
- Vanilla acuta Rolfe
- Vanilla africana Lindl.
- Vanilla albida Blume
- Vanilla andamanica Rolfe
- Vanilla angustipetala Schltr.
- Vanilla annamica Gagnep.
- Vanilla aphylla Blume
- Vanilla appendiculata Rolfe
- Vanilla arcuata Pansarin & M.R.Miranda
- Vanilla armoriquensis Damian & Mitidieri
- Vanilla atropogon Schuit., Aver. & Rybková
- Vanilla barbellata Rchb.f.
- Vanilla barrereana Veyret & Szlach.
- Vanilla bertoniensis Bertoni
- Vanilla bicolor Lindl.
- Vanilla borneensis Rolfe
- Vanilla bradei Schltr. ex Mansf.
- Vanilla capixaba Fraga & D.R.Couto
- Vanilla ceronii Dodson ex Szlach. & Kolan.
- Vanilla chalotii Finet
- Vanilla chamissonis Klotzsch
- Vanilla claviculata Sw.
- Vanilla cobanensis Archila
- Vanilla columbiana Rolfe
- Vanilla corinnae Sambin & Chiron
- Vanilla costaricensis Soto Arenas
- Vanilla coursii H.Perrier
- Vanilla crenulata Rolfe
- Vanilla cribbiana Soto Arenas
- Vanilla cruenta (Aver. & Vuong) Karremans, Damian & Léotard
- Vanilla cucullata Kraenzl. ex J.Braun & K.Schum.
- Vanilla decaryana H.Perrier
- Vanilla decesareae Ormerod & Cootes
- Vanilla diabolica P.O'Byrne
- Vanilla dietschiana Edwall
- Vanilla dilloniana Correll
- Vanilla dressleri Soto Arenas
- Vanilla dubia Hoehne
- Vanilla dungsii Pabst
- Vanilla edwallii Hoehne
- Vanilla espondae Soto Arenas
- Vanilla fimbriata Rolfe
- Vanilla francoisii H.Perrier
- Vanilla giulianettii F.M.Bailey
- Vanilla grandifolia Lindl.
- Vanilla griffithii Rchb.f.
- Vanilla guianensis Splitg.
- Vanilla hallei Szlach. & Olszewski
- Vanilla hartii Rolfe
- Vanilla havilandii Rolfe
- Vanilla helleri A.D.Hawkes
- Vanilla heterolopha Summerh.
- Vanilla hostmannii Rolfe
- Vanilla humblotii Rchb.f.
- Vanilla imperialis Kraenzl.
- Vanilla inodora Schiede
- Vanilla insignis Ames
- Vanilla javieri Bar.-Colm.
- Vanilla kaniensis Schltr.
- Vanilla karen-christianae Karremans & P.Lehm.
- Vanilla kempteriana Schltr.
- Vanilla kinabaluensis Carr
- Vanilla labellopapillata A.K.Koch, Fraga, J.U.Santos & Ilk.-Borg.
- Vanilla madagascariensis Rolfe
- Vanilla marmoreisense Soto Calvo, Esperon & Sauleda
- Vanilla marowynensis Pulle
- Vanilla methonica Rchb.f. & Warsz.
- Vanilla mexicana Mill.
- Vanilla montana Ridl.
- Vanilla moonii Thwaites
- Vanilla nigerica Rendle
- Vanilla norashikiniana Go & Raffi
- Vanilla ochyrae Szlach. & Olszewski
- Vanilla odorata C.Presl
- Vanilla organensis Rolfe
- Vanilla oroana Dodson
- Vanilla ovalis Blanco
- Vanilla palembanica Teijsm. & Binn.
- Vanilla palmarum (Salzm. ex Lindl.) Lindl.
- Vanilla parishii Rchb.f.
- Vanilla parvifolia Barb.Rodr.
- Vanilla paulista Fraga & Pansarin
- Vanilla penicillata Garay & Dunst.
- Vanilla perrieri Schltr.
- Vanilla phaeantha Rchb.f.
- Vanilla phalaenopsis Rchb.f. ex Van Houtte
- Vanilla planifolia Andrews
- Vanilla platyphylla Schltr.
- Vanilla poitaei Rchb.f.
- Vanilla polylepis Summerh.
- Vanilla pompona Schiede
- Vanilla raabii Ormerod & Cootes
- Vanilla ramificans J.J.Sm.
- Vanilla ramosa Rolfe
- Vanilla ribeiroi Hoehne
- Vanilla rivasii Molineros, R.T.González, Flanagan & J.T.Otero
- Vanilla roscheri Rchb.f.
- Vanilla ruiziana Klotzsch
- Vanilla sanjappae Rasingam, R.P.Pandey, J.J.Wood & S.K.Srivast.
- Vanilla sarapiquensis Soto Arenas
- Vanilla savannarum Britton
- Vanilla seranica J.J.Sm.
- Vanilla seretii De Wild.
- Vanilla shenzhenica Z.J.Liu & S.C.Chen
- Vanilla siamensis Rolfe ex Downie
- Vanilla somae Hayata
- Vanilla sprucei Rolfe
- Vanilla sumatrana J.J.Sm.
- Vanilla tiendatii Vuong, V.H.Bui, V.S.Dang & Aver.
- Vanilla trigonocarpa Hoehne
- Vanilla utteridgei J.J.Wood
- Vanilla vellozoi Rolfe
- Vanilla walkerae Wight
- Vanilla wariensis Schltr.
- Vanilla wightii Lindl. ex Wight
- Vanilla yersiniana Guillaumin & Sigaldi
- Vanilla zanzibarica Rolfe